# Garguax
 (octobre 2012).
Si vous disposez d'ouvrages ou d'articles de référence ou si vous connaissez des sites web de qualité traitant du thème abordé ici, merci de compléter l'article en donnant les références utiles à sa vérifiabilité et en les liant à la section « Notes et références ».
Garguax est un super-vilain de l'univers  de DC Comics, et un ennemi de la Patrouille Z (ou Doom Patrol).

## Histoire
Garguax est un extra-terrestre, un ancien chef exilé de sa planète et arrivé sur Terre. Constatant que les humains étaient nettement moins avancés que son peuple, il tenta d'user de sa technologie supérieure pour conquérir la Terre. Il échoua face à la Doom Patrol, qui vainquit son armée et détruisit son vaisseau, le laissant pour mort.
Cependant, il revint plus tard, et se joignit à la Confrérie du Mal, aux côtés de laquelle il combattit un temps.
Cependant, il s'avéra qu'il était en réalité un traitre au sein même de la Confrérie, cherchant à comploter avec le chef de sa planète, Zarox-13, pour envahir la Terre. Une alliance de circonstance de la Patrouille Z avec la Confrérie du Mal mit fin à ses manigances.
Plus tard, lorsque plusieurs forces extra-terrestres formèrent une alliance pour envahir la Terre, il se porta candidat, mais fut rejeté en raison de ses échecs antécédents. Vexé, il s'allia aux terriens pour protéger la planète. Une fois l'invasion stoppée, il se retourna contre ses alliés, mais Nils Caulders, le chef de la Patrouille Z, le vainquit et détruisit son vaisseau. Il est désormais considéré comme mort, et n'est pas réapparu à l'heure actuelle.

## Pouvoirs
Garguax n'a pas de pouvoirs en lui-même à proprement parler : il est obèse et lent, ce qui, accentué par la gravité terrestre, fait de lui un combattant médiocre, même pour un humain. Cependant, il possède un arsenal de haute technologie à son service, notamment une armée d'androïdes qu'il appelle les Plastic Men.